# Coupe de Russie de football 2010-2011
Navigation
Coupe de Russie 2009-2010 Coupe de Russie 2011-2012
La Coupe de Russie 2010-2011 est la 19e édition de la Coupe de Russie depuis la dissolution de l'URSS.
Le CSKA Moscou remporte la compétition face à l'Alania Vladikavkaz et se qualifie pour la phase de groupes de la Ligue Europa 2011-2012.
La compétition suivant un calendrier sur deux années, contrairement à celui des championnats russes qui s'inscrit sur une seule année, celle-ci se trouve de fait à cheval entre deux saisons de championnat ; ainsi pour certaines équipes promues ou reléguées durant la saison 2010, la division indiquée peut varier d'un tour à l'autre.

## Seizièmes de finale
Les clubs de première division font leur entrée à ce tour.
| Date            | Club                             | Score              | Club                          |
| --------------- | -------------------------------- | ------------------ | ----------------------------- |
| 13 juillet 2010 | Luch-Energia Vladivostok (D2)    | 4 - 0              | (D1) Terek Grozny             |
| 13 juillet 2010 | Mordovia Saransk (D2)            | 1 - 2              | (D1) Dynamo Moscou            |
| 13 juillet 2010 | Kamaz Naberejnye Tchelny (D2)    | 0 - 0 ap 2 - 4 tab | (D1) Alania Vladikavkaz       |
| 13 juillet 2010 | Chinnik Iaroslavl (D2)           | 2 - 1              | (D1) Krylia Sovetov Samara    |
| 13 juillet 2010 | Avangard Koursk (D2)             | 2 - 5 ap           | (D1) Sibir Novossibirsk       |
| 13 juillet 2010 | Dinamo Saint-Pétersbourg (D2)    | 1 - 3              | (D1) Zénith Saint-Pétersbourg |
| 13 juillet 2010 | Volga Nijni Novgorod (D2)        | 5 - 0              | (D1) Spartak Naltchik         |
| 13 juillet 2010 | Metallourg Lipetsk (D3)          | 0 - 1              | (D1) Spartak Moscou           |
| 13 juillet 2010 | Volgar-Gazprom Astrakhan (D2)    | 1 - 0              | (D1) Rubin Kazan              |
| 13 juillet 2010 | Saliout Belgorod (D2)            | 0 - 4              | (D1) FK Rostov                |
| 14 juillet 2010 | Sakhaline Ioujno-Sakhalinsk (D3) | 1 - 1 3 - 4 tab    | (D1) Saturn Ramenskoïe        |
| 14 juillet 2010 | Gorniak Outchaly (D3)            | 1 - 0              | (D1) Lokomotiv Moscou         |
| 14 juillet 2010 | Pskov-747 (D3)                   | 1 - 2              | (D1) Anji Makhatchkala        |
| 14 juillet 2010 | Torpedo Moscou (D3)              | 0 - 2              | (D1) CSKA Moscou              |
| 14 juillet 2010 | Tchernomorets Novorossiisk (D3)  | 0 - 1              | (D1) Amkar Perm               |
| 14 juillet 2010 | FK Krasnodar (D2)                | 2 - 1 ap           | (D1) Tom Tomsk                |

## Huitièmes de finale
| Date              | Locaux                  | Score              | Visiteurs                     |
| ----------------- | ----------------------- | ------------------ | ----------------------------- |
| 22 septembre 2010 | Alania Vladikavkaz (D1) | 0 - 0 ap 5 - 4 tab | (D3) Gorniak Outchaly         |
| 22 septembre 2010 | Saturn Ramenskoïe (D1)  | 2 - 1              | (D2) Luch-Energia Vladivostok |
| 22 septembre 2010 | FK Rostov (D1)          | 2 - 0              | (D2) Volgar-Gazprom Astrakhan |
| 22 septembre 2010 | Dynamo Moscou (D1)      | 4 - 1              | (D2) Volga Nijni Novgorod     |
| 28 février 2011   | CSKA Moscou (D1)        | 1 - 0              | (D2) Chinnik Iaroslavl        |
| 1er mars 2011     | Anji Makhatchkala (D1)  | 2 - 3              | (D1) Zénith Saint-Pétersbourg |
| 3 mars 2011       | Sibir Novossibirsk (D2) | 0 - 2              | (D1) Spartak Moscou           |
| 6 mars 2011       | Amkar Perm (D1)         | 0 - 1              | (D1) FK Krasnodar             |

## Quarts de finale
| Date          | Locaux                        | Score         | Visiteurs              |
| ------------- | ----------------------------- | ------------- | ---------------------- |
|               | Alania Vladikavkaz (D2)       | 3 - 0 forfait | (D1) Saturn Ramenskoïe |
| 20 avril 2011 | Dynamo Moscou (D1)            | 1 - 2         | (D1) FK Rostov         |
| 20 avril 2011 | Spartak Moscou (D1)           | 2 - 1         | (D1) FK Krasnodar      |
| 20 avril 2011 | Zénith Saint-Pétersbourg (D1) | 0 - 2         | (D1) CSKA Moscou       |

## Demi-finales
| Date        | Locaux              | Score              | Visiteurs               |
| ----------- | ------------------- | ------------------ | ----------------------- |
| 11 mai 2011 | Spartak Moscou (D1) | 3 - 3 ap 4 - 5 tab | (D1) CSKA Moscou        |
| 11 mai 2011 | FK Rostov (D1)      | 0 - 0 ap 5 - 6 tab | (D2) Alania Vladikavkaz |

## Finale
| ·               |                      |     |
| Titulaires :    |                      |     |
|                 |                      |     |
| 35              | Igor Akinfeïev       |     |
| 6               | Alexeï Bérézoutski   |     |
| 4               | Sergueï Ignachevitch |     |
| 24              | Vassili Bérézoutski  |     |
| 14              | Kirill Nababkine     |     |
| 10              | Alan Dzagoev         | 65e |
| 17              | Pavel Mamaïev        | 90e |
| 22              | Ievgueni Aldonine    |     |
| 21              | Zoran Tošić          | 83e |
| 9               | Vágner Love          |     |
| 8               | Seydou Doumbia       |     |
|                 |                      |     |
| Remplaçants :   |                      |     |
| 46              | Keisuke Honda        | 65e |
| 2               | Deividas Šemberas    | 83e |
| 19              | Tomáš Necid          | 90e |
|                 |                      |     |
| Entraîneur :    |                      |     |
| Leonid Sloutski |                      |     |

| ·                 |                       |     |
| Titulaires :      |                       |     |
|                   |                       |     |
| 1                 | Dmitri Khomitch       |     |
| 36                | Dmitri Gratchiov      |     |
| 23                | Anton Grigoryev       |     |
| 4                 | Aslan Doudiev         |     |
| 2                 | Ibrahim Gnanou        |     |
| 6                 | Simeon Bulgaru        |     |
| 20                | Dacosta Goore         | 75e |
| 7                 | Roland Guigolaïev     | 71e |
| 75                | Marat Bikmoev         |     |
| 18                | Djamboulad Bazaïev    | 46e |
| 11                | Danilo Neco           |     |
|                   |                       |     |
| Remplaçants :     |                       |     |
| 14                | Atsamaz Bouraïev      | 46e |
| 19                | Gueorgui Goguitchaïev | 71e |
| 17                | Taras Tsarikaïev      | 75e |
|                   |                       |     |
| Entraîneur :      |                       |     |
| Vladimir Gazzaïev |                       |     |

| ·               |                      |     |
| Titulaires :    |                      |     |
|                 |                      |     |
| 35              | Igor Akinfeïev       |     |
| 6               | Alexeï Bérézoutski   |     |
| 4               | Sergueï Ignachevitch |     |
| 24              | Vassili Bérézoutski  |     |
| 14              | Kirill Nababkine     |     |
| 10              | Alan Dzagoev         | 65e |
| 17              | Pavel Mamaïev        | 90e |
| 22              | Ievgueni Aldonine    |     |
| 21              | Zoran Tošić          | 83e |
| 9               | Vágner Love          |     |
| 8               | Seydou Doumbia       |     |
|                 |                      |     |
| Remplaçants :   |                      |     |
| 46              | Keisuke Honda        | 65e |
| 2               | Deividas Šemberas    | 83e |
| 19              | Tomáš Necid          | 90e |
|                 |                      |     |
| Entraîneur :    |                      |     |
| Leonid Sloutski |                      |     |

| ·                 |                       |     |
| Titulaires :      |                       |     |
|                   |                       |     |
| 1                 | Dmitri Khomitch       |     |
| 36                | Dmitri Gratchiov      |     |
| 23                | Anton Grigoryev       |     |
| 4                 | Aslan Doudiev         |     |
| 2                 | Ibrahim Gnanou        |     |
| 6                 | Simeon Bulgaru        |     |
| 20                | Dacosta Goore         | 75e |
| 7                 | Roland Guigolaïev     | 71e |
| 75                | Marat Bikmoev         |     |
| 18                | Djamboulad Bazaïev    | 46e |
| 11                | Danilo Neco           |     |
|                   |                       |     |
| Remplaçants :     |                       |     |
| 14                | Atsamaz Bouraïev      | 46e |
| 19                | Gueorgui Goguitchaïev | 71e |
| 17                | Taras Tsarikaïev      | 75e |
|                   |                       |     |
| Entraîneur :      |                       |     |
| Vladimir Gazzaïev |                       |     |